# Léo Cadieux
Pour l’article homonyme, voir Cadieux.
Léo Alphonse Joseph Cadieux, né le 28 mai 1908 à Saint-Jérôme et mort le 11 mai 2005 à Ottawa, est un éditeur, journaliste et homme politique canadien.

## Biographie
Né à Saint-Jérôme dans la région des Laurentides, M. Cadieux devint député du Parti libéral du Canada dans la circonscription fédérale de Terrebonne en 1962. Réélu en 1963 et en 1965, il devint ministre associé de la Défense nationale de 1965 à 1967 et ministre officiel de la Défense national de 1967 à 1968 dans le cabinet de Lester B. Pearson. Réélu dans la circonscription de Labelle en 1968, il conservera son poste de ministre dans le cabinet de Pierre E. Trudeau jusqu'à sa démission en 1970. La même année, il devint ambassadeur du Canada en France jusqu'en 1975.
Durant le passage de Cadieux en tant que ministre de la Défense, les troupes canadiennes engagées en Europe passèrent de 10 000 à 5 000, montrant ainsi la fin de l'engagement canadien pour le renforcement de l'Organisation du traité de l'Atlantique nord. Pendant les débats entre ministres, Cadieux soutint la doctrine de l'Équilibre de la terreur avec la dissuasion nucléaire. Il fut aussi responsable de la réorganisation de l'Organisation des mesures d'urgences du Canada, soit un organisme civil de défense.
Il devint Officier de l'Ordre du Canada en 1974 et servit comme maire de la municipalité de Saint-Antoine-des-Laurentides, aujourd'hui fusionnée à Saint-Jérôme, en 1948. À titre de journaliste, il servit entre autres comme correspondant de guerre pour le journal La Presse de Montréal durant la Seconde Guerre mondiale, ainsi que comme codirecteur des relations publiques de l'Armée canadienne lors du même conflit.